# Shot at Dawn Memorial
Shot at Dawn Memorial – pomnik znajdujący się w National Memorial Arboretum we wsi Alrewas w angielskim hrabstwie Staffordshire, upamiętniający 306 żołnierzy British Army i Wspólnoty Narodów straconych przez sądy wojenne za dezercję i inne przestępstwa zagrożone karą śmierci podczas I wojny światowej.

## Opis
W maju 2001 roku oficjalnie otwarto National Memorial Arboretum, po siedmioletniej kampanii zbierania funduszy. W tym czasie pod projekt przekazano około 60 hektarów ziemi, zasadzono ponad 40 000 drzew, ukończono centrum dla zwiedzających i Kaplicę Milenijną. W czerwcu tego samego roku odsłonięto pomnik Shot at Dawn, autorstwa angielskiego rzeźbiarza Andy’ego DeComyna. 
Żołnierz w mundurze i płaszczu wojskowym ma ręce związane za plecami i zasłonięte przepaską oczy, a na jego szyi wisi dysk celowniczy. Przed posągiem znajduje się sześć drzew iglastych reprezentujących pluton egzekucyjny, a za nim 306 drewnianych pali, każdy z imieniem, wiekiem, pułkiem, stopniem i datą śmierci straconego żołnierza brytyjskiego lub Wspólnoty Narodów.
Postać żołnierza wykonana z betonu, wzorowana jest na szeregowym Herbercie Burdenie, który w wieku 16 lat dodał dwa lata do swojego wieku, aby zaciągnąć się do fizylierów z hrabstwa Northumberland. Zdezerterował pod Ypres po tym, jak jego jednostka poniosła ogromne straty w bitwie i został postawiony przed sądem wojennym 2 lipca 1915 roku, a następnie rozstrzelany 21 lipca w wieku 17 lat. Pomimo swojego młodego wieku nie miał obrońcy podczas procesu, a ze względu na ciężkie straty jego batalionu, nie wezwano żadnych świadków.

## Galeria

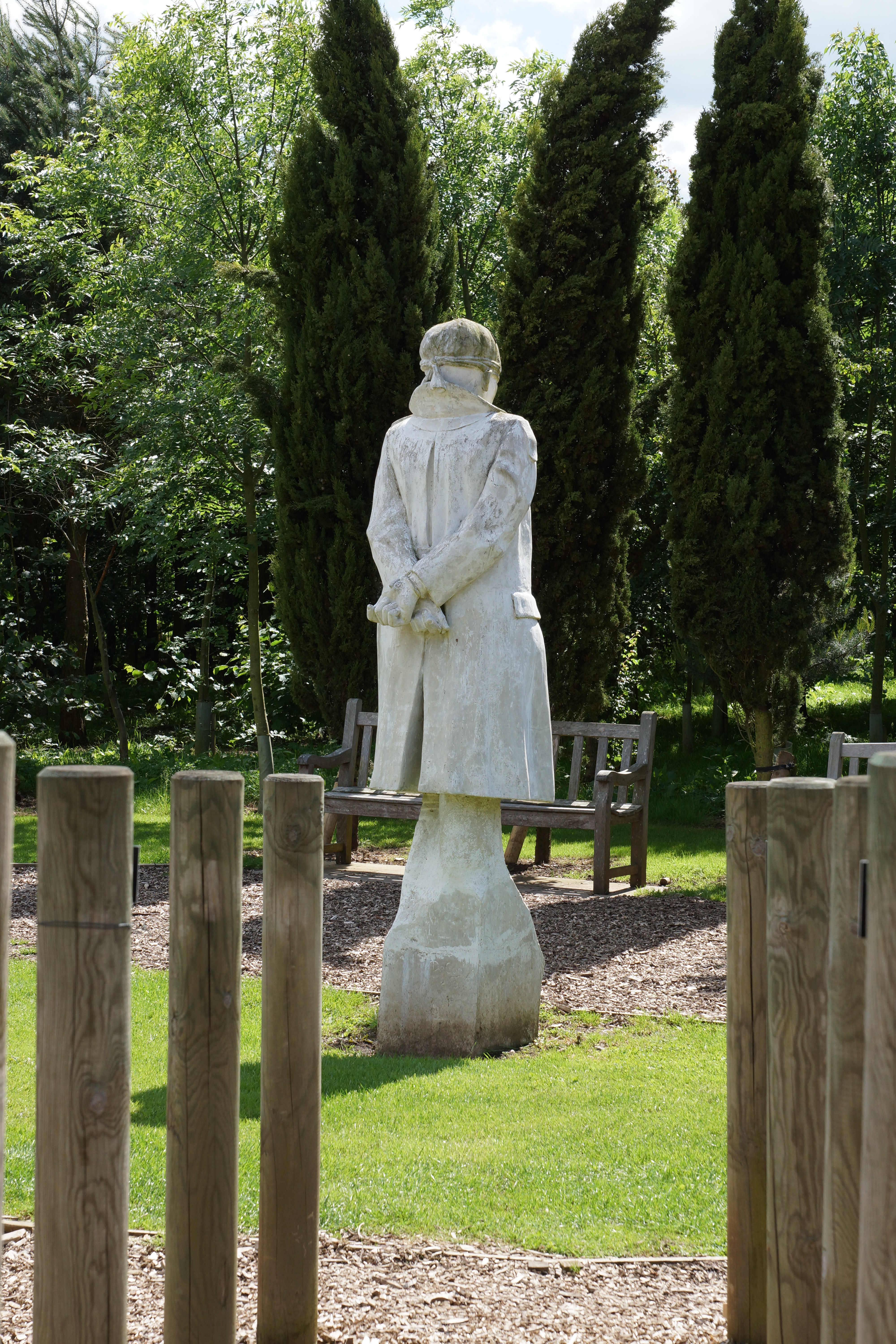
Posąg widziany od tyłu
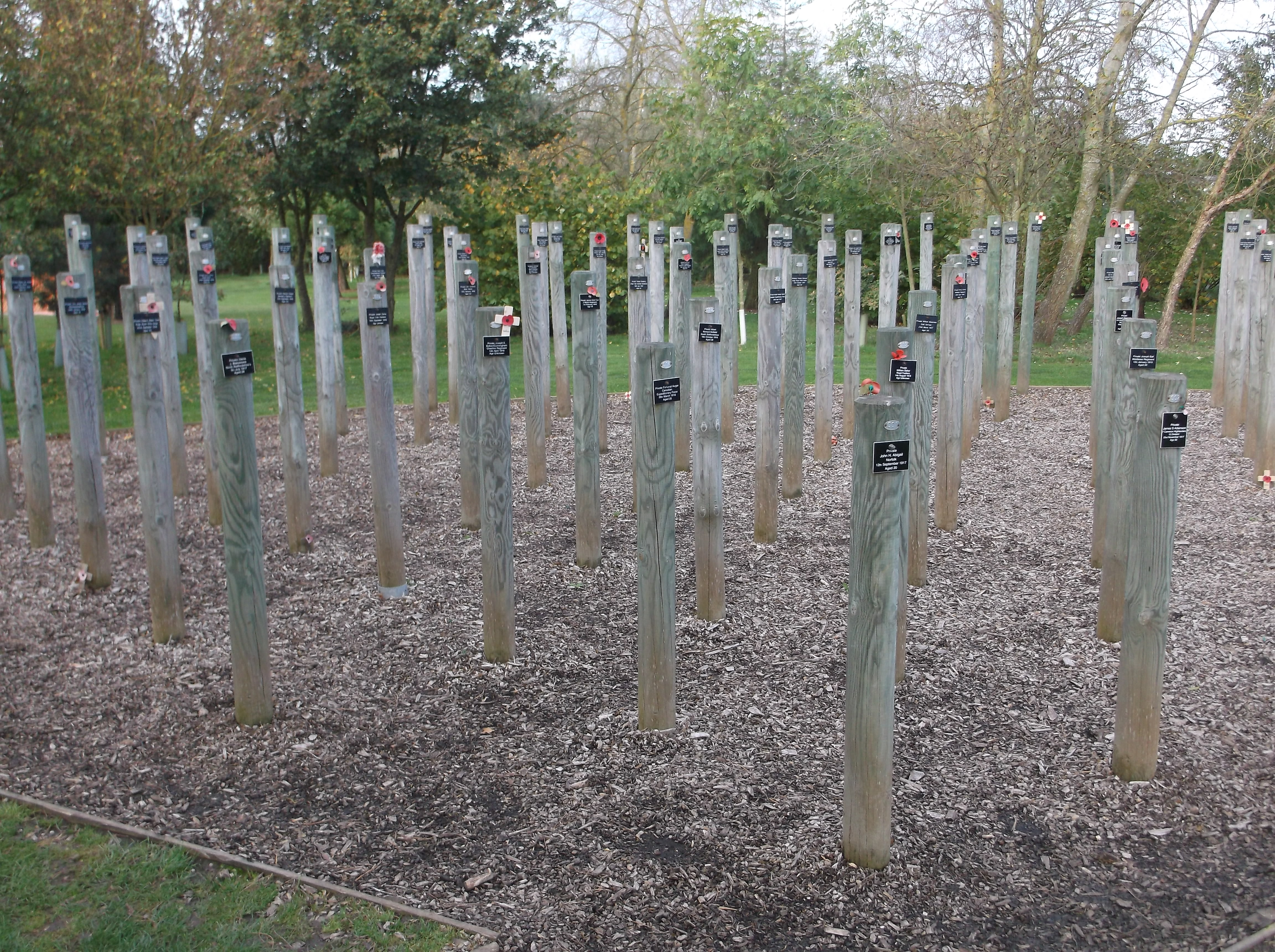
Pale z nazwiskami straconych żołnierzy
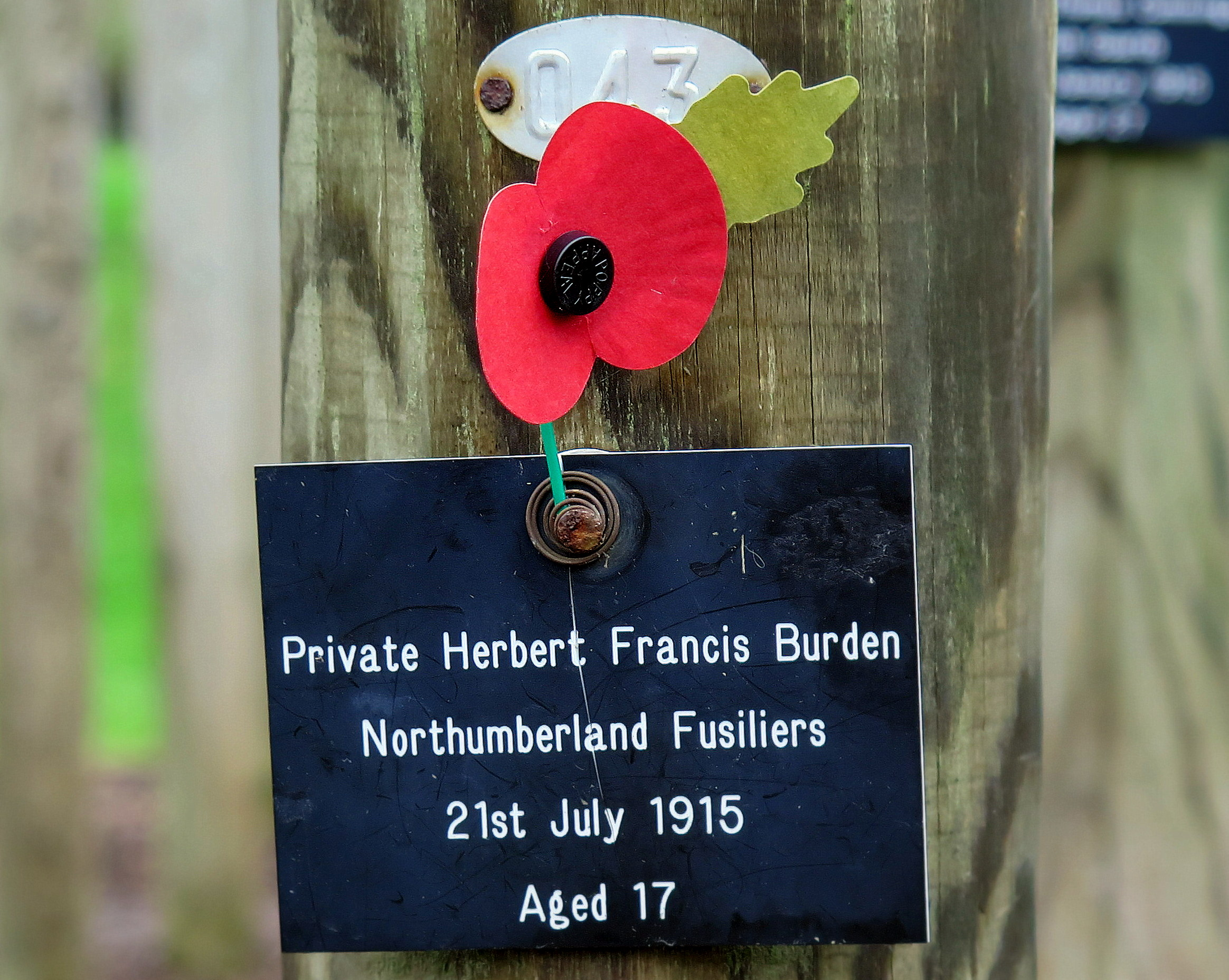
Pal z nazwiskiem Herberta Burdena
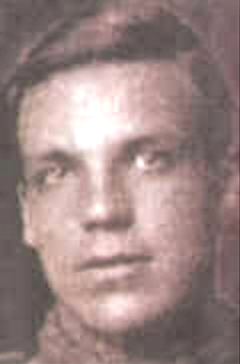
Herbert Burden